# Ciater (Ciater)
Ciater is een plaats in het bestuurlijke gebied Subang in de provincie West-Java, Indonesië. Het ligt ongeveer 30 km ten noorden van Bandung. Het dorp telt 5357 inwoners (volkstelling 2010). Ciater is vooral bekend vanwege zijn hete bronnen, dat in het weekend druk bezocht wordt door Indonesische toeristen.